# Campeonato Nipo-Brasileiro de Balonismo
O Campeonato Nipo-Brasileiro de Balonismo é um torneio de Balonismo, que terá sua primeira edição em 2008, e será sediado em Maringá, no estado do Paraná, Brasil, sob organização da Federação Paranaense de Balonismo, entre os dias 21 e 28 de junho de 2008.
Estão inscritos ao todo 36 pilotos de Brasil e Japão no torneio, que está sendo feito em homenagem aos 100 anos da imigração japonesa no Brasil.
Paralelamente à esta competição, acontecerá também o Campeonato Brasileiro de Balonismo, competição que está em sua 21ª edição. Tal competição contará pontos para o próximo Campeonato Mundial de Balonismo, que será realizado na Hungria.